# 1595 Tanga
1595 Tanga eller 1930 ME är en asteroid i huvudbältet, som upptäcktes 19 juni 1930 av den engelske astronomen Harry E. Wood och den sydafrikanske astronomen Cyril V. Jackson i Johannesburg. Den har fått sitt namn efter hamnstaden Tanga i Tanzania.
Asteroiden har en diameter på ungefär 26 kilometer.